# Азербејџан на Летњим олимпијским играма 1996.
Азербејџан је дебитовао на Летњим олимпијским играма 1996. у Атланти (САД)
Азербејџанску делегацију на овим играма чинило је 23 спортиста (20 мушкараца и 3 жене) који су се такмичили у 9 спортова. Националну заставу на дефилеу нација током свечаног отварања игара 19. јула носио је худиста Назим Хусејнов. Најбројнији спортски савез у азербејџанској делегацији били су рвачи са 8 такмичара.

## Учесници по спортовима
| Спорт          | Мушкарци | Жене | Укупно |
| -------------- | -------- | ---- | ------ |
| Атлетика       | 3        | 1    | 4      |
| Бокс           | 2        | 0    | 2      |
| Дизање тегова  | 2        | 0    | 2      |
| Мачевање       | 1        | 0    | 1      |
| Пливање        | 1        | 0    | 1      |
| Рвање          | 8        | 0    | 0      |
| Скокови у воду | 1        | 0    | 1      |
| Стрељаштво     | 1        | 1    | 2      |
| Џудо           | 1        | 1    | 2      |
| Укупно (8)     | 20       | 3    | 23     |

## Освајачи олимпијских медаља

### Сребро (1)
- Намик Абдулајев — рвање до 52 кг слободни стил

## Резултати по спортовима

### Атлетика

#### Мушкарци
| Атлетичар        | Дисциплина | Лични рекорд | Група    | Група       | Полуфинале           | Полуфинале           | Финале               | Финале   | Детаљи |
| Атлетичар        | Дисциплина | Лични рекорд | Резултат | Место       | Резултат             | Место                | Резултат             | Место    | Детаљи |
| ---------------- | ---------- | ------------ | -------- | ----------- | -------------------- | -------------------- | -------------------- | -------- | ------ |
| Arif Akhundov    | 100 м      |              | 11,11    | 7. у гр. 7  | Није се квалификовао | Није се квалификовао | Није се квалификовао | 99 / 108 |        |
| Васиф Асадов     | Троскок    | 17,33 НР     | 16,21    | 11. у гр. А |                      |                      | Није се квалификовао | 27 / 43  |        |
| Алексеј Фатјанов | Троскок    | 16,98        | 16,14    | 18. у гр. Б | Није се квалификовао | 31 / 42              |                      |          |        |

#### Жене
| Атлетичарка     | Дисциплина | Лични рекорд | Предтакмичење | Предтакмичење | Група                | Група                | Полуфинале           | Полуфинале           | Финале               | Финале  | Детаљи |
| Атлетичарка     | Дисциплина | Лични рекорд | Резултат      | Место         | Резултат             | Место                | Резултат             | Место                | Резултат             | Место   | Детаљи |
| --------------- | ---------- | ------------ | ------------- | ------------- | -------------------- | -------------------- | -------------------- | -------------------- | -------------------- | ------- | ------ |
| Елвира Кабалова | 100 м      |              | 11,96         | 8. у гр. 2    | Није се квалификовао | Није се квалификовао | Није се квалификовао | Није се квалификовао | Није се квалификовао | 47 / 56 |        |

### Бокс
| Боксер           | Категорија | 1. коло                  | 2. коло                 | Четвртфинале              | Полуфинале         | Финале             | Финале  |        |        |
| Боксер           | Категорија | Противник Резултат       | Противник Резултат      | Противник Резултат        | Противник Резултат | Противник Резултат | Плас.   | Детаљи | Детаљи |
| ---------------- | ---------- | ------------------------ | ----------------------- | ------------------------- | ------------------ | ------------------ | ------- | ------ | ------ |
| Илхан Керимов    | Полутешка  | И. Коне (SWE) ИЗГ 22:3   | Није се пласирао        | Није се пласирао          | Није се пласирао   | Није се пласирао   | =17 /31 |        |        |
| Адалијат Мемедов | Супертешка | П. Хорачек (CZE) ПОБ СПБ | J. Blocus (FRA) ПОБ СПБ | Д. Докивари (NGR) ИЗГ СПБ | Није се пласирао   | Није се пласирао   | 8 / 19  |        |        |

### Дизање тегова
| Дизач          | Дисциплина | Трзај | Трзај | Избачај          | Избачај          | Укупно | Пласман      | Детаљи |
| Дизач          | Дисциплина | Рез.  | Плас. | Рез.             | Плас.            | Укупно | Пласман      | Детаљи |
| -------------- | ---------- | ----- | ----- | ---------------- | ---------------- | ------ | ------------ | ------ |
| Асиф Маликов   | до 59 кг   | НЗ    | НЗ    | Није се пласирао | Није се пласирао | БП     | БП           |        |
| Тофик Хајдаров | до 83 кг   | 150   | 11    | 180              | =11              | 330    | 11 / 18 (20) |        |

### Мачевање

#### Мушкарци
| Мачевалац     | Дисциплина | Рунда 64                     | Рунда 32           | 1/8 финала         | Четвртфинале       | Полуфинале         | Финале             | Финале           | Детаљи |
| Мачевалац     | Дисциплина | Противник Резултат           | Противник Резултат | Противник Резултат | Противник Резултат | Противник Резултат | Противник Резултат | Пласман          | Детаљи |
| ------------- | ---------- | ---------------------------- | ------------------ | ------------------ | ------------------ | ------------------ | ------------------ | ---------------- | ------ |
| Елхан Мамедов | сабља      | V. Kaliuzhniy (УКР) изг 5:15 | Није се пласирао   | Није се пласирао   | Није се пласирао   | Није се пласирао   | Није се пласирао   | Није се пласирао |        |

### Пливање

#### Мушкарци
| Пливач       | Дисциплина    | Група | Група     | Полуфинале       | Полуфинале       | Финале           | Финале       | Детаљи |
| Пливач       | Дисциплина    | Време | Пласман   | Време            | Пласман          | Време            | Пласман      | Детаљи |
| ------------ | ------------- | ----- | --------- | ---------------- | ---------------- | ---------------- | ------------ | ------ |
| Емин Гулијев | 50 м слободно | 25,23 | 8 у гр. 2 | Није се пласирао | Није се пласирао | Није се пласирао | 59 / 65 (67) |        |

### Рвање

#### Мушкарци
Слободни стил
| Хрвач               | Дисциплина | 1. коло                     | Осминафинала               | Четвртфинале             | Полуфинале                | Финале                    | Репасаж 2. коло             | Репасаж 3. коло            | Репасаж 4. коло              | Репасаж 5. коло          | Репасаж 6. коло          | Меч за бронзу Финале | Пласман детаљи |
| Хрвач               | Дисциплина | Противник Резултат          | Противник Резултат         | Противник Резултат       | Противник Резултат        | Противник Резултат        | Противник Резултат          | Противник Резултат         | Противник Резултат           | Противник Резултат       | Противник Резултат       | Противник Резултат   | Пласман детаљи |
| ------------------- | ---------- | --------------------------- | -------------------------- | ------------------------ | ------------------------- | ------------------------- | --------------------------- | -------------------------- | ---------------------------- | ------------------------ | ------------------------ | -------------------- | -------------- |
| Намик Абдулајев     | до 52 кг   | Л. Росели (USA ПОБ 7:0      | Х. Сасајама (JPN) ПОБ 11:0 | А. Акилов (UZB) ПОБ 11:0 | Г. Мохамед (IRI) ПОБ 10:0 | В. Јорданов (BUL) ИЗГ 3:4 |                             |                            |                              |                          |                          |                      |                |
| Ариф Абдулајев      | до 57 кг   | М. Талај (IRI) ПОР 1:4      |                            |                          |                           |                           | А. Фидаров (UKR) ПОБ 11:0   | Н. Кулиџанов (MDA) ПОБ 4:3 | Х. Доган (TUR) ПОР 1:3       | Није се пласирао         | Није се пласирао         | Није се пласирао     | 10 / 21        |
| Елсад Алахвердијев  | до 68 кг   | Ј. Фориж (HUN) ПОБ 3:0      | С. Парк (KOR) ПОР 5:3      |                          |                           |                           |                             | К. Коив (EST) ИЗГ 1:5      | Није се пласирао             | Није се пласирао         | Није се пласирао         | Није се пласирао     | 14 / 19        |
| Məmmədsalam Haciyev | до 74 кг   | Џ-С. Парк (KOR) ПОР 1:4     |                            |                          |                           |                           | М. Куруглијев (KAZ) ПОБ 4:0 | А. Ритер (HUN) ПОБ 3:2     | А. Родригез (CUB) ПОB 6:2    | А. Лајполд (GER) ИЗГ 0:3 | V. Peicov (MOL) ПМ за 7. | Није се пласирао     | 8 /22          |
| Мохамед Ибрахимов   | до 82 кг   | Е. Жабрајилов (KAZ) ПОР 1:4 |                            |                          |                           |                           | А. Савко (BUL) ПОБ 5:0      | Н. Гихта (ROU) ПОБ 5:3     | А. Гоголишвили (GEO) ПОБ 6:4 | L. Gutches (USA) ПОБ 3:2 | K. Azgadhi (IRI ПОР 0:3  | Није се пласирао     | 5 / 21         |
| Давуд Махомедов     | до 100 кг  | А. Џадиди (IRI ПОР 0:4      |                            |                          |                           |                           | Ш. Троплини (ALB) ПОБ 10:0  | А. Сабејев (GER) ПОР 1:3   | Није се пласирао             | Није се пласирао         | Није се пласирао         | Није се пласирао     | 11 / 19        |

Грчко-римски стил
| Хрвач          | Дисциплина | 1. коло                     | Осминафинала       | Четвртфинале       | Полуфинале         | Финале             | Репасаж 2. коло            | Репасаж 3. коло              | Репасаж 4. коло             | Репасаж 5. коло    | Репасаж 6. коло    | Меч за бронзу Финале | Пласман детаљи |
| Хрвач          | Дисциплина | Противник Резултат          | Противник Резултат | Противник Резултат | Противник Резултат | Противник Резултат | Противник Резултат         | Противник Резултат           | Противник Резултат          | Противник Резултат | Противник Резултат | Противник Резултат   | Пласман детаљи |
| -------------- | ---------- | --------------------------- | ------------------ | ------------------ | ------------------ | ------------------ | -------------------------- | ---------------------------- | --------------------------- | ------------------ | ------------------ | -------------------- | -------------- |
| Тахир Захидов  | до 48 кг   | О. Кучеренко (GER) ПОР 0:10 |                    |                    |                    |                    | Ал-Изани (YEM) 'ПОБ 11:0   | Ф. Константино (ITA) ИЗГ 0:5 | Није се пласирао            | Није се пласирао   | Није се пласирао   | Није се пласирао     | 14 / 19        |
| Вилајет Агајев | до 57 кг   | Ш. Цетјен (CHN) ПОР 4:5     |                    |                    |                    |                    | С. Павловски (POL) ПОБ 4:3 | A. Manukyan (ARM) ПОБ 7:2    | Л. Сармијенто (CUB) ИЗГ 0:1 | Није се пласирао   | Није се пласирао   | Није се пласирао     | 10 / 20        |

### Стрељаштво

#### Мушкарци
| Стрелац         | Дисциплина | Квалификације        | Квалификације | Финале            | Финале    | Детаљи |
| Стрелац         | Дисциплина | Пог.                 | Плас.         | пог.              | Плас.     | Детаљи |
| --------------- | ---------- | -------------------- | ------------- | ----------------- | --------- | ------ |
| Валериј Тимохин | Скит       | 116 (21+24+23+25+23) | = 38          | Није се пласирала | = 38 / 54 |        |

#### Жене
| Стрелац       | Дисциплина     | Квалификације    | Квалификације | Финале            | Финале   | Детаљи |
| Стрелац       | Дисциплина     | Пог.             | Плас.         | пог.              | Плас.    | Детаљи |
| ------------- | -------------- | ---------------- | ------------- | ----------------- | -------- | ------ |
| Ирада Ашумова | МК пиштољ 25 m | 576 (290+286)    | = 15          | Није се пласирала | =15 / 37 |        |
| Ирада Ашумова | В. пиштољ 10 м | 381 (95+95+94+97 | = 10.         | Није се пласирала | =10 / 41 |        |

### Скокови у воду
| Такмичар       | Дисциплина | Квалификације | Квалификације | Полуфинале       | Полуфинале       | Финале           | Финале  | Детаљи |
| Такмичар       | Дисциплина | Бодови        | Пласман       | Бодови           | Пласман          | Бодови           | Пласман | Детаљи |
| -------------- | ---------- | ------------- | ------------- | ---------------- | ---------------- | ---------------- | ------- | ------ |
| Емил Џабраилов | торањ      | 294,93        | 27            | Није се пласирао | Није се пласирао | Није се пласирао | 27 / 37 |        |

### Џудо

#### Мушкарци
| Џудиста        | Дисциплина | 1. коло            | 1/8 финала           | 1/4 финала         | Полуфинале         | Финале             | Репасаж 1          | Репасаж 1/4 финале | Репасаж полуфинале | Борба за бронзу    | Поз.     | Детаљи         |
| Џудиста        | Дисциплина | Противник Резултат | Противник Резултат   | Противник Резултат | Противник Резултат | Противник Резултат | Противник Резултат | Противник Резултат | Противник Резултат | Противник Резултат | Поз.     | Детаљи         |
| -------------- | ---------- | ------------------ | -------------------- | ------------------ | ------------------ | ------------------ | ------------------ | ------------------ | ------------------ | ------------------ | -------- | -------------- |
| Назим Хусејнов | до 60 кг   | Слободан           | Х. Ленцина (ARG) ПОБ | Р. Акуња (MEX) ИЗГ | Није се пласирао   | Није се пласирао   | Није се пласирао   | Није се пласирао   | Није се пласирао   | Није се пласирао   | =17 / 34 | [ мртва веза ] |

#### Жене
| Џудисткиња        | Дисциплина | 1. коло            | 1/8 финала             | 1/4 финала         | Полуфинале         | Финале             | Репасаж 1          | Репасаж 1/4 финале | Репасаж полуфинале | Борба за бронзу    | Поз.    | Детаљи |
| Џудисткиња        | Дисциплина | Противник Резултат | Противник Резултат     | Противник Резултат | Противник Резултат | Противник Резултат | Противник Резултат | Противник Резултат | Противник Резултат | Противник Резултат | Поз.    | Детаљи |
| ----------------- | ---------- | ------------------ | ---------------------- | ------------------ | ------------------ | ------------------ | ------------------ | ------------------ | ------------------ | ------------------ | ------- | ------ |
| Зулфија Хусејнова | до 56 кг   | Слободна           | И. Фернандез (ESP) ИЗГ | Није се пласирала  | Није се пласирала  | Није се пласирала  | Н. Хил (AUS) ПОБ   | М. Пекли (HUN) ПОБ | М. Ломба (BEL) ИЗГ | Није се пласирала  | =7 / 22 |        |